# Лещёво (Нижегородская область)
Лещёво — сельский посёлок в составе Хахальского сельсовета городского округа Семёновский.
Лещёво — небольшое населённое поселение в Нижегородской области России.

## Общие сведения
- Расположение: Лещёво расположено в восточной части Нижегородской области,примерно в 105  километрах от областного центра, города Нижний Новгород и в 32 километрах от города Семёнов.
- Административное подчинение: Является частью городского округа Семёновский в Нижегородской области. Точная административная принадлежность может изменяться, так как в России часто происходит реорганизация административных единиц.

## География
Посёлок располагается на левом берегу реки Керженец.

## Население
| 2002 | 2010 |
| ---- | ---- |
| 193  | ↘133 |

История
Лещёво,рабочий поселок относительно молодой.Основан для лесоразработки в годы советской власти на реке Керженец,поскольку изначально занимались лесосплавом.Для перемещения леса была узкоколейная дорога к реке.Позже лесосплав прекратили.Вывоз леса стал осуществляться лесовозами.Семеновский леспромхоз с гаражом и лесопильным заводом долгие годы являлся основой жизнедеятельности поселка Лещёво и близлежащих деревень.
Национальный состав
Согласно результатам переписи 2002 года, в национальной структуре населения русские составляли 96% из 193 человек.